# سیارک ۲۰۴۸۱
سیارک ۲۰۴۸۱ (به انگلیسی: 20481 Sharples، نامگذاری:1999NW37) بیست هزار و چهارصد و هشتاد و یکمین سیارک کشف شده‌است که در ۱۴ ژوئیه ۱۹۹۹ کشف شد.
قدر مطلق سیارک برابر ۱۲.۹ است.